# Lasioglossum orbitatum
Lasioglossum orbitatum är en biart som beskrevs av Mitchell 1960. Lasioglossum orbitatum ingår i släktet smalbin, och familjen vägbin. Inga underarter finns listade i Catalogue of Life.